# AHL All-Rookie Team

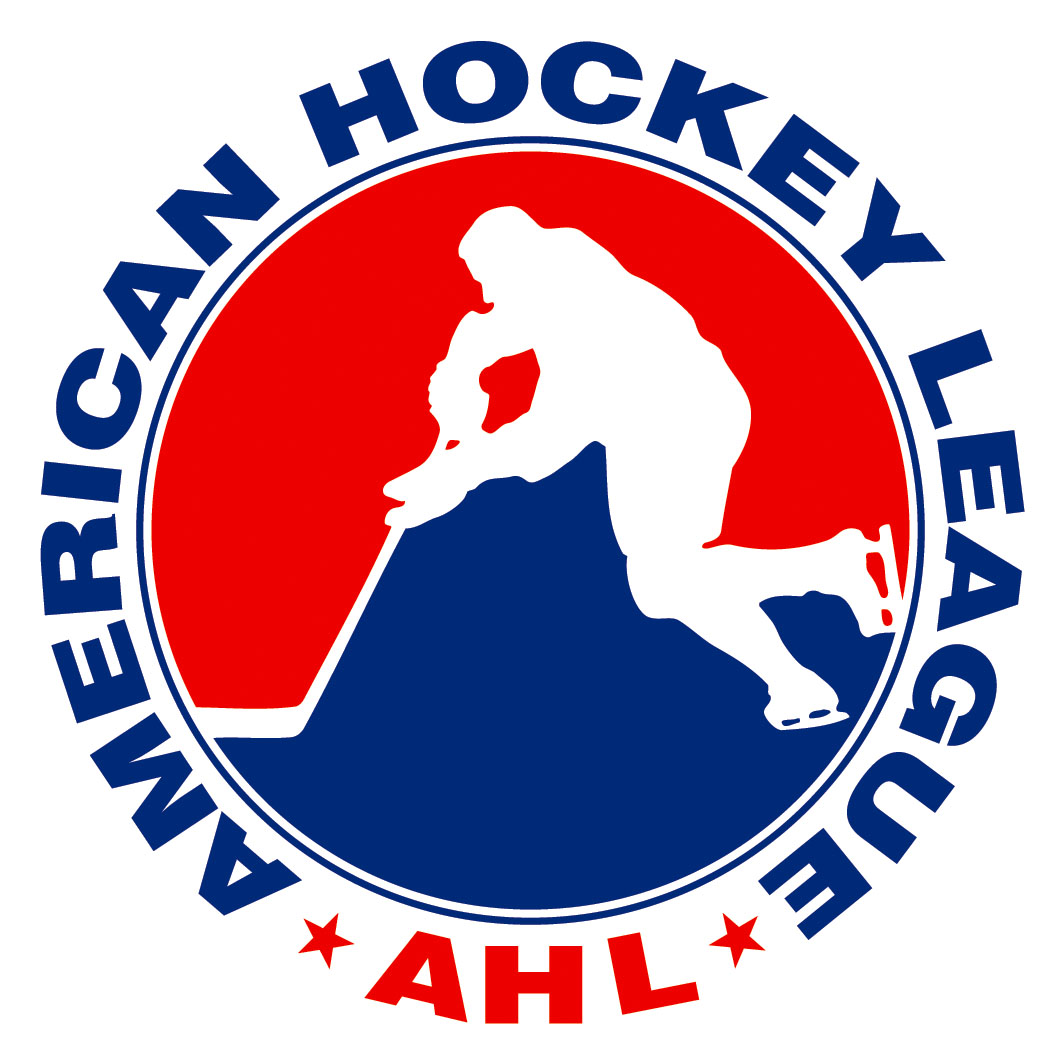
Logo der American Hockey League

Das AHL All-Rookie Team wird seit 1997 am Ende jeder Saison von den Spielern, Cheftrainern und Medienvertretern aus jeder Stadt, das ein Franchise aus der American Hockey League besitzt, gewählt. Das Team der besten Neuprofis (Rookies) besteht aus einem Torhüter, zwei Verteidigern und drei Angreifern, wobei es keine Unterteilung in Flügelstürmer oder Center gibt.
In der Saison 2002/03 wurden vier Angreifer ins All-Rookie Team gewählt, da es bei der Wahl auf zwei Spieler die gleiche Stimmenanzahl entfiel.

## All-Rookie-Team
| Saison  | Torhüter               | Verteidiger      | Verteidiger      | Angreifer                | Angreifer          | Angreifer            |
| ------- | ---------------------- | ---------------- | ---------------- | ------------------------ | ------------------ | -------------------- |
| 2024/25 | Niklas Kokko           | Luca Cagnoni     | Tristan Luneau   | Justin Hryckowian        | Ville Koivunen     | Bradly Nadeau        |
| 2023/24 | Joel Blomqvist         | Brandt Clarke    | Logan Mailloux   | Josh Doan                | Brad Lambert       | Logan Stankoven      |
| 2022/23 | Brandon Bussi          | Ryker Evans      | Jérémie Poirier  | Ethen Frank              | Tye Kartye         | Georgi Merkulow      |
| 2021/22 | Dustin Wolf            | Jack Rathbone    | Jordan Spence    | Jakob Pelletier          | John-Jason Peterka | Jack Quinn           |
| 2020/21 | Logan Thompson         | Calen Addison    | Max Gildon       | Riley Damiani            | Connor McMichael   | Phil Tomasino        |
| 2019/20 | Cayden Primeau         | Joey Keane       | Brogan Rafferty  | Alex Formenton           | Josh Norris        | Jack Studnicka       |
| 2018/19 | Shane Starrett         | Jake Bean        | Mitch Reinke     | Alex Barré-Boulet        | Drake Batherson    | Tyler Benson         |
| 2017/18 | Ville Husso            | Filip Hronek     | Sami Niku        | Mason Appleton           | Daniel Sprong      | Dylan Strome         |
| 2016/17 | Casey DeSmith          | Devon Toews      | Kyle Wood        | Jake Guentzel            | Daniel O’Regan     | Mark Jankowski       |
| 2015/16 | Juuse Saros            | Brandon Montour  | Robbie Russo     | Austin Czarnik           | Mikko Rantanen     | Frank Vatrano        |
| 2014/15 | Matt Murray            | Ville Pokka      | Ryan Pulock      | Viktor Arvidsson         | Connor Brown       | Charles Hudon        |
| 2013/14 | Joni Ortio             | Brenden Kichton  | Ryan Sproul      | Curtis McKenzie          | Teemu Pulkkinen    | Ryan Strome          |
| 2012/13 | Niklas Svedberg        | Justin Schultz   | Sami Vatanen     | Ryan Spooner             | Tyler Toffoli      | Jason Zucker         |
| 2011/12 | Eddie Pasquale         | Matt Donovan     | Cade Fairchild   | Cory Conacher            | Tyler Johnson      | Gustav Nyquist       |
| 2010/11 | Eddie Läck             | Erik Gustafsson  | Brendan Smith    | Luke Adam                | Zac Dalpe          | Rhett Rakhshani      |
| 2009/10 | Alex Stalock           | John Carlson     | P. K. Subban     | Logan Couture            | Lars Eller         | Tyler Ennis          |
| 2008/09 | Nathan Lawson          | Mattias Karlsson | Yannick Weber    | Justin Abdelkader        | Nathan Gerbe       | Tim Kennedy          |
| 2007/08 | John Curry             | Cody Franson     | Alex Goligoski   | Brian Boyle              | Teddy Purcell      | Bobby Ryan           |
| 2006/07 | Jaroslav Halák         | Matt Lashoff     | Nathan Oystrick  | Troy Brouwer             | Ryan Callahan      | Brett Sterling       |
| 2005/06 | Jimmy Howard           | Daniel Girardi   | Mike Green       | Patrick O’Sullivan       | Martin St. Pierre  | Ryan Shannon         |
| 2004/05 | Cam Ward               | Kevin Bieksa     | Chris Campoli    | Brandon Bochenski        | René Bourque       | Thomas Vanek         |
| 2003/04 | Wade Dubielewicz       | Doug Lynch       | Garrett Stafford | Noah Clarke              | Michel Ouellet     | Timofei Schischkanow |
| 2002/03 | Ray Emery              | Mike Komisarek   | Filip Novák      | Brad Boyes Darren Haydar | Jason Spezza       | Antoine Vermette     |
| 2001/02 | Michael Leighton       | Ron Hainsey      | Barret Jackman   | Tyler Arnason            | Andy Hilbert       | Cory Larose          |
| 2000/01 | Jeff Maund             | Micki DuPont     | Mike Mottau      | Ryan Kraft               | Jonathan Cheechoo  | Toby Petersen        |
| 1999/00 | Mika Noronen           | Dmitri Kalinin   | Tomáš Klouček    | Rico Fata                | Harold Druken      | Daniel Tkaczuk       |
| 1998/99 | Robert Esche           | Cory Sarich      | Dan Boyle        | Jean-Pierre Dumont       | Andre Savage       | Shane Willis         |
| 1997/98 | Jean-Sébastien Giguère | Michael Gaul     | Zdeno Chára      | Brendan Morrison         | Marc Savard        | Daniel Brière        |
| 1996/97 | Dan Cloutier           | Craig Millar     | Jason Holland    | Jaroslav Svejkovský      | Mike Leclerc       | Éric Houde           |